# ビル・ブラウン (クリケット選手)
ウィリアム・アルフレッド（ビル）・ブラウン（William Alfred "Bill" Brown, 1912年7月31日 - 2008年3月16日）は、オーストラリアのクリケット選手。クィーンズランド州のトゥウンバ生まれ。1934年から1948年まで22回テストクリケットのキャプテンを務めた。
| スタブアイコン | サブスタブ | この項目は、まだ閲覧者の調べものの参照としては役立たない、スポーツ関係者に関連した書きかけの項目です。この項目を加筆・訂正などしてくださる協力者を求めています（P:スポーツ/PJ:スポーツ人物伝）。 |